# Cefeo (figlio di Licurgo)
Nella mitologia greca, Cèfeo  (o Cefèo, in greco antico: Κηφεὺς) era il nome di uno dei figli di Licurgo, re di Arcadia.

## Il mito
Fratello di Anceo il piccolo, ebbe occasione di cimentarsi insieme al parente durante la caccia al cinghiale di Calidone, e durante la caccia Anceo trovò la morte. Non va confuso con un altro Cefeo, suo zio, che fu invece argonauta.